# 스펜서 폭스
스펜서 폭스(Spencer Fox, 1993년 5월 10일 ~ )는 미국의 배우이자 성우이다.

## 출연 작품
- 퍼플 바이올렛 (2007)
- 로빈슨 가족 (2007)
- 그룸스맨 (2006)
- 에어 버디즈 (2006)
- 킴 파서블: 소 더 드라마 (2005)
- 인크레더블 (2004)